# وکیل عبدالجبار
وکیل عبدالجبار (زاده ۱۳۳۴ ولسوالی ورسج ولایت تخار) سیاستمدار افغانستان و نماینده مردم ولایت تخار در دوره‌های پانزدهم و شانزدهم مجلس نمایندگان است. وی در مجلس شانزدهم نمایندگان افغانستان عضو کمیسیون عرایض و سمع شکایات می‌باشد.

## زندگی‌نامه
وکیل عبدالجبار زاده ۱۳۳۴ از ولسوالی ورسج ولایت تخار می‌باشد. ایشان تحصیلات ابتدایی خود را در حربی ښوونځی در تخار به اتمام رسانید و در سال ۱۳۸۷ از دانشگاه کابل توانست مدرک لیسانس خود را در رشته حقوق و علوم سیاسی کسب کند.

## دیگر فعالیت‌ها
دیگر فعالیت‌های ایشان:
- قومندان امنیه ولسوالی ورسج ولایت تخار (۱۳۷۱–۱۳۸۲)
- معاون ولایت تخار (۱۳۸۲–۱۳۸۴)
- عضو لویه جرگه اضطراری
- وکیل ولایت تخار در دوره پانزدهم مجلس نمایندگان.